# Eutaenia tanoni
Eutaenia tanoni är en skalbaggsart som beskrevs av Stefan von Breuning 1962. Eutaenia tanoni ingår i släktet Eutaenia och familjen långhorningar.
Artens utbredningsområde är Laos. Inga underarter finns listade i Catalogue of Life.